# Wileren
Die Ortschaft Wileren (auch Willeren) befindet sich im schweizerischen Binntal und gehört heute zu der Gemeinde Binn. Sie befindet sich keinen Kilometer südwestlich vom Hauptort Schmidighischere, auf der anderen (südlichen) Uferseite der Binna. Die Siedlung besteht nur aus der Pfarrkirche und einigen unregelmässig angeordneten Häuserzeilen.

## Geschichte
Die Ortschaft war immer ein Teil der Talschaft Binn und teilt mit ihr die politische und kirchliche Geschichte.
Die erste urkundliche Erwähnung von Wileren, erfolgte im Zusammenhang der Lieferung des Taufsteines und der Glocken für die Pfarrkirche im Jahr 1298.

## Sehenswürdigkeiten
Die Pfarrkirche St. Michael wurde zwischen 1561 und 1565 unter Einbezug des Vorgängerbaus neu errichtet. Der Vorgängerbau stammte aus dem 13. Jahrhundert. Es ist bekannt, dass im Jahr 1298 die Talschaft Binn für die Kirche in Wileren einen Taufstein und Glocken erhielt und dass ein Friedhof angelegt wurde. Nachdem man im 17. Jahrhundert die Kirche barockisiert und eingewölbt hatte, wurde die Kirche und der Altar am 28. Juli 1678 durch den Bischof Adrian V. neu geweiht. Eine grössere Renovierung wurde 1880 durchgeführt. Bei der nächsten Renovierung zwischen 1918 und 1920 wurden die Malereien durch Julius Salzgeber aus Raron verändert. Es wurden auch neue Glasfenster mit Figurenscheiben eingesetzt, die von der Münchner Firma Franz Xaver Zettler stammen. Zugleich wurde die Orgelempore vergrössert. Im Jahr 1927 wurde das Brusttäfer ersetzt und zwischen 1935 und 1936 die Sakristei renoviert. Zwischen 1958 und 1963 wurde eine Gesamtrenovation der Kirche vom Architekten Amédée Chachin aus Brig durchgeführt. Dabei wurde er vom damaligen Präsidenten der Eidgenössischen Denkmalpflege, Professor Alfred A. Schmid, unterstützt. Während der Renovation wurde das Bauwerk am 24. März 1960 durch ein Erdbeben beschädigt. Diese Schäden konnten aber behoben werden. Während dieser Renovation wurden auch zwei Fresken aus dem 13. Jahrhundert freigelegt.